# Roanoke (Illinois)
Roanoke es una villa ubicada en el condado de Woodford en el estado estadounidense de Illinois. En el Censo de 2010 tenía una población de 2065 habitantes y una densidad poblacional de 829,66 personas por km².

## Geografía
Roanoke se encuentra ubicada en las coordenadas 40°47′52″N 89°12′7″O / 40.79778, -89.20194. Según la Oficina del Censo de los Estados Unidos, Roanoke tiene una superficie total de 2,49 km², de la cual 2,39 km² corresponden a tierra firme y (3,85%) 0,1 km² es agua.

## Demografía
Según el censo de 2010, había 2065 personas residiendo en Roanoke. La densidad de población era de 829,66 hab./km². De los 2065 habitantes, Roanoke estaba compuesto por el 98,35% blancos, el 0,63% eran afroamericanos, el 0,48% eran amerindios, el 0% eran asiáticos, el 0% eran isleños del Pacífico, el 0,15% eran de otras razas y el 0,39% pertenecían a dos o más razas. Del total de la población el 1,07% eran hispanos o latinos de cualquier raza.